# Жеребуд
Жеребуд (рос. Жеребуд) — присілок у Лузькому районі Ленінградської області Російської Федерації.
Населення становить 28 осіб. Належить до муніципального утворення Заклинське сільське поселення.

## Історія
Згідно із законом від 28 вересня 2004 року № 65-оз належить до муніципального утворення Заклинське сільське поселення.

## Населення
| 1838 | 1862 | 1928 | 1958 | 1997 | 2007 | 2010 |
| ---- | ---- | ---- | ---- | ---- | ---- | ---- |
| 68   | ↗80  | ↗155 | ↘97  | ↘33  | ↘24  | ↗28  |